# Союзное
Сою́зное — село в Октябрьском районе Еврейской автономной области. Входит в Амурзетское сельское поселение.

## География
Село Союзное стоит на левом берегу реки Амур, на российско-китайской границе.
Вниз по Амуру от Союзного до села Екатерино-Никольское — 18 км, до села Амурзет — 34 км.
Дорога к селу Союзное идёт на запад от села Столбовое, расстояние до Столбового — 12 км, до Екатерино-Никольского — 32 км, до районного центра села Амурзет — 42 км.
От села Союзное вверх по левому берегу Амура идёт лесная дорога к селу Помпеевка.

## Инфраструктура
Союзное находится в пограничной зоне, въезд по пропускам.
В селе расположена пограничная застава.